# ATP Challenger Yeongwol
Das ATP Challenger Yeongwol (offizieller Name: Yeongwol Challenger Tennis) war ein Tennisturnier in Yeongwol, Südkorea, das 2013 einmal ausgetragen wurde. Es war Teil der ATP Challenger Tour und wurde im Freien auf Hartplatz gespielt.

## Liste der Sieger

### Einzel
| Jahr | Sieger        | Finalgegner | Ergebnis  |
| ---- | ------------- | ----------- | --------- |
| 2013 | Bradley Klahn | Taro Daniel | 7:65, 6:2 |

### Doppel
| Jahr | Sieger                    | Finalgegner                 | Ergebnis         |
| ---- | ------------------------- | --------------------------- | ---------------- |
| 2013 | Marin Draganja Mate Pavić | Lee Hsin-han Peng Hsien-yin | 6;4, 4:6, [10:7] |